# Diritti LGBT in Oman

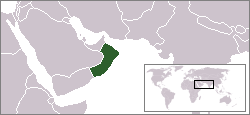
Posizione dell'Oman

Le persone LGBT in Oman sono perseguite ai sensi degli articoli 33 e 223 del codice penale e l'omosessualità può essere punita con una pena detentiva fino a 3 anni.
Si dice che "i casi" arrivano in tribunale solo se è coinvolto "lo scandalo pubblico".

## Censura
Nel 2013 un articolo del quotidiano Omani "The Week" (un settimanale in lingua inglese) suggeriva che l'Oman era più tollerante nei confronti della sessualità delle persone rispetto ad altri stati del Golfo, anche se l'omosessualità rimaneva illegale. L'articolo ha tracciato la storia di un giovane gay nel paese sotto il titolo "The Outsiders".
In risposta il governo dell'Oman è intervenuto per sospendere la pubblicazione del giornale. Successivamente il giornale è stato costretto a scusarsi con un intero articolo in prima pagina.

## Condizioni di vita
Sebbene l'omosessualità nel paese sia illegale è considerato uno degli stati del Golfo più tolleranti nei confronti dell'omosessualità.

## Tabella riassuntiva
| Attività e relazioni sessuali legali                                | (fino a 3 anni di carcere) |
| Parità dell'età di consenso                                         | No                         |
| Leggi anti-discriminazione sul lavoro                               | No                         |
| Leggi anti-discriminazione nella fornitura di beni e servizi        | No                         |
| Leggi anti-discriminazione in tutti gli altri settori               | No                         |
| Matrimonio egualitario                                              | No                         |
| Unione civile                                                       | No                         |
| Adozione                                                            | No                         |
| Autorizzazione a prestare servizio nelle forze armate               | No                         |
| Diritto di cambiare legalmente sesso                                | No                         |
| Surrogazione di maternità                                           | No                         |
| Permesso alle donne lesbiche di accedere alla fecondazione in vitro | No                         |
| Permessa la donazione di sangue per le persone omosessuali          | No                         |